# هافارد موين
هافارد موين (بالنرويجية البوكمول: Håvard Moen)‏ هو لاعب كرة قدم نرويجي في مركز الوسط، ولد في 11 يناير 1957 في نامسوس في النرويج. لعب مع نادي روسنبورغ.